# Shawnna
Shawnna, pseudonimo di Rashawnna Guy (Chicago, 3 gennaio 1978), è una rapper statunitense.

## Biografia
Originaria di Chicago, è figlia del chitarrista blues Buddy Guy. Nel 1996 si è avviata ufficialmente nel mondo della musica come membro del duo Infamous Syndicate, che ha pubblicato l'album Changing the Game nel 1999. Ha collaborato con Ludacris per la canzone What's Your Fantasy (2000). Prima di registrare il suo primo album, ha anche partecipato al remix del brano Loverboy di Mariah Carey inserito nel film Glitter (2001). Collabora di nuovo con Ludacris nel 2003 per Stand Up.
Il suo primo album Worth tha Weight è uscito nel settembre 2004.
Nel giugno 2006 ha pubblicato il suo secondo disco Block Music. Nell'aprile 2007 lascia l'etichetta DTP Records, etichetta che fa riferimento a Ludacris, con il quale rimane in contatto.
Nell'ottobre 2009 firma per la Nappy Boy Entertainment di T-Pain.

## Discografia

### Album in studio
- 2004 - Worth tha Weight
- 2006 - Block Music

### Singoli
- 2004 - Shake Dat Shit (feat. Ludacris)
- 2004 - Weight a Minute
- 2006 - Gettin' More
- 2006 - Damn (feat. Smoke)
- 2011 - Big Booty Judy